# André Vieuguet
André Vieuguet, né le 11 mars 1917 à Thésée (Loir-et-Cher) et mort le 16 novembre 2006 à Saint-Martin-du-Tertre (Val-d'Oise), est un homme politique français. Il est l'un des dirigeants du Parti communiste français, membre du Comité central de 1959 à 1985, membre du Bureau politique de 1967 à 1979, secrétaire du Comité central de 1967 à 1976. 

## Biographie
André Vieuguet est le fils d'un préposé des PTT, qui avait dû vendre ses vignes à la suite de la guerre, ayant été gravement blessé et amputé d'un pied. Sa mère est également employée dans cette administration.
Jeune instituteur, il adhère en 1936 au comité local du mouvement Amsterdam-Pleyel créé en 1933 par Henri Barbusse et Romain Rolland pour lutter contre la guerre et le fascisme.
Il devient membre du PCF clandestin en janvier 1942. Soupçonné d’appartenir à la Résistance, il est arrêté en février 1943, libéré en juin 1943, mais révoqué de l’Éducation nationale jusqu’à la Libération.
Au début de l’année 1944, son activité de résistant dans le Loir-et-Cher où il travaille à reconstituer clandestinement le SNI étant devenue trop dangereuse, il est envoyé dans la Nièvre, d’abord comme responsable à l’organisation, puis comme responsable politique. Il représente le PCF aux réunions clandestines du Comité départemental de Libération.
En 1944, il est élu secrétaire de la région tourangelle, qui deviendra en 1946 la fédération communiste d’Indre-et-Loire.
De 1949 à 1951, il est directeur de l'École centrale du PCF à Viroflay.
De 1951 à 1959, il est secrétaire de Jacques Duclos qui exerce alors la fonction de secrétaire général par intérim du parti, du fait de la maladie de Maurice Thorez.
De 1959 à 1970, il est chargé de l’aide aux fédérations.
En 1970, il succède à Georges Marchais au poste de secrétaire à l’organisation.
Il fut aussi directeur des Cahiers du communisme de 1976 à 1985 et conseiller municipal de Saint-Denis pendant douze ans, de 1959 à 1971,.

## Décorations
André Vieuguet était titulaire de la Croix du combattant et de la Croix du combattant volontaire de la Résistance.

## Publication
- Français et immigrés : le combat du Parti communiste français, préface de Georges Marchais, Les éditions sociales, 1975